# 纸牌 (电子游戏)
《纸牌》是一款微软Windows系统內建的游戏。由纸牌游戏接龙改编。

## 历史
自1990年的Windows 3.0开始，微软将游戏附带于Windows产品中。游戏于1989年由当时的实习生魏斯·彻里（Wes Cherry）开发。牌桌则由Mac系列先驱苏珊·凯尔设计。
当时，许多用户仍不熟悉图形用户界面，微软想让《纸牌》“安抚被操作系统吓倒的人们”。事实证明，游戏有助于用户熟悉鼠标的使用，比如说移动纸牌时需要用到拖放技术。
自从游戏成为Windows系统的标配以来，员工玩《纸牌》降低业务生产力成为普遍的问题。2006年，纽约市市长迈克尔·布隆伯格看到一名政府公务员用办公室的电脑玩《纸牌》后决定解雇他。
2012年10月，伴随着Windows 8操作系统的发布，微软发布新版《纸牌》《微软纸牌合集》。新版由微软工作室设计，Arkadium开发，靠广告收入运营，同时将许多新玩法引入游戏。
2015年5月18日是《纸牌》25周年纪念日。当天，微软在公司园区举办纸牌锦标赛，并在Twitch直播决赛。吉米·法伦在《今夜秀》中嘲笑微软小题大做，多此一举。

## 功能
自Windows 3.0以来，游戏允许挑选纸牌背部设计，挑选一次性翻一张牌还是三张牌，切换维加斯计分模式或标准计分模式或不计划。如果在限定时间内获胜，会有额外分数奖励。游戏存在一个漏洞，有时当设置“翻三张牌”时，只允许翻一张牌。
在Windows 2000及更高版本中，和《微軟新接龍》一样，右键空白处，可用的牌自动移至右上角的四个底座。如果右键单机纸牌，只能将该纸牌移回底座。左键双击纸牌，可将纸牌移至正确的底座。
直至Windows XP，纸牌背部仍沿用苏珊·基尔最初设计的版本，而且被动画化。
Windows Vista和Windows 7版会保存统计数字和游戏获胜百分比，允许用户保存未完成的牌局，选择不同风格的纸牌。
Windows 8或更新版本、Windows Phone和iOS版连同《蜘蛛纸牌》、《空当接龙》、《金字塔》和《三塔牌》一同内建于《微软纸牌合集》。